# 大連都市交通
大連都市交通（だいれんとしこうつう）は、関東州大連市（現在の中華人民共和国遼寧省大連市）を中心に、軌道事業とバス事業を行っていた企業。かつては関東州および南満州鉄道附属地の電力事業も行っていた。
南満州鉄道が全額出資して分社化した純粋子会社であるため、同社と最後まで密接な関係にあり、事実上関東州における同社の軌道部門・バス部門のような存在であった。
当社が大連市内で運営していた軌道線は、現在の大連公交客運集団（大連市電）の前身である。

## 歴史

### 南満州鉄道運輸部運輸課電気係→電気作業所時代
当社は元は独立した企業ではなく、南満州鉄道の一部署であった。南満州鉄道は鉄道事業だけなく、1906年8月1日付の秘鉄第14号政府命令書に基づき、関東州および満州の鉄道附属地において多種多様な事業を行うとともに、都市計画を担当しインフラストラクチャーの整備も進めていた。
そのうち、電力事業を担当していた「運輸部運輸課電気係」が当社の起源である。これは日露戦争終戦後、旅順海軍工作部によって管掌され、軍用・役所用に使用されていた発電所の移管を受けるにあたり、1907年4月に受け皿として作られた部署であった。当初は名称が示すように鉄道部門傘下の部署であったが、大連市にある浜町発電所の拡張工事を行うに当たり、1908年12月からは「電気作業所」の名で電力部門として独立した。
電気作業所は大連市中心部の北東に当たる長門町、大連駅第二貨物ホーム前に本部を持ち、奉天（現在の瀋陽）・長春・安東（現在の丹東）に支社、連山関に出張所を持っていた。本部には浜町発電所・天ノ川発電所の2発電所、支社・出張所には各1ヶ所の発電所が設けられ、独占的にこれらの街における発電・配電事業を行っていた。
さらに浜町発電所の拡張計画と一緒に、大連市内への路面電車敷設計画が持ち上がり、副業として軌道事業も行うことになった。これに際して電気作業所では「大連電鉄営業所」を設置し、その営業と建設・維持に当たらせた。これらの軌道線は、1909年9月25日に大桟橋（のちの大連埠頭）-山県通-監部通-日本橋-常盤橋-電気遊園前間を開業させたのを初めとして、その後中心部全域および郊外へと路線を延ばし続け、大連市内に縦横無尽の路線網を築くことになった。なお路線の開通と一緒に、それまで電気の通っていなかった地域への配電事業も開始するなど、本業とからめた路線展開も行われた。
また市街地の西にあった丘・伏見台を開発して「大連電気遊園地」という遊園地を開業させてもいる。自社の電気をふんだんに用いたメリーゴーラウンドなどの遊具やイルミネーションを設置し、市民の娯楽の場として親しまれた。

### 南満洲電気時代
大正時代になると、経営の一時的な不振や政党介入などの問題が起こりつつも、南満州鉄道が関東州・鉄道附属地で行った事業は日々拡大し、発展を遂げて行った。
ここで持ち上がったのが、一部事業の分社化である。南満州鉄道が鉄道会社でありながらインフラストラクチャーまで担当していたのには、附属地行政を一手に担うためという理由の他、当初関東州や鉄道附属地に対して政府も民間もどうやって経営すべきか思案投げ首であり、いざ開発に必要な事業を興そうとしても投資家が尻込みをしてしまう状態であったため、やむを得ず一緒に行っていたという理由があった。しかしこの時代になると関東州・鉄道附属地ともに大発展を遂げ、事業の一部を独立させたとしても充分に一企業として採算が取れる見込みが立ったため、それら兼業を余儀なくされていた部門を分社化しようとしたのである。
結果、電気作業所もその対象となり、1926年5月21日に南満州鉄道100％出資の完全子会社である「南満洲電気」として独立することになった。これに伴い本社が長門町から、中心部・西通の西端にあたる常盤橋交差点の角に移転している。1929年9月には本社ビルの電鉄ビルディングが竣工。当初は中心部の外れであったが、1937年に大連駅が眼の前に移転、一躍街の中心部に本社を構えることになった。
会社設立後、本業の電力事業は周辺の電気会社を合併することによって拡大を続けた。1926年9月には海城電気と営口水道電気の2社を合併、海城・鞍山・湯崗子に営業域を伸ばした。そして1927年2月には、かねてから親会社の南満州鉄道が筆頭株主となり、事実上経営権を握っていた瓦房店・大石橋・遼陽・鉄嶺・四平街・公主嶺・范家屯の各電力会社の株を譲渡を受け、さらに同年12月には開原満洲電気の筆頭株主となって開原の電力事業を手中に収めた。これにより、関東州及び鉄道附属地の大半が当社の営業域となった。
軌道部門は「満電電鉄課」として改組され、さらに路線の延伸を進めた結果、1927年に営業距離33.8キロ、路線延長67.0キロと最大を記録した。この数字は市内の路線整理により翌1928年には営業距離32.7キロ、路線延長66.8キロに落ちたが、それでも内地の大都市の路面電車に負けない規模を保っていた。 
また新事業として、1926年には軌道部門との兼営の形で大連市内でのバス事業計画も持ち上がった。しかし1927年3月にこの営業免許を出願した際、かねてから経営難に陥っていた「旅大自動車」の事業引き継ぎを関東庁より持ちかけられたため、そちらが優先されることになる。これにより1927年6月19日に旅大自動車を合併、「満電電鉄課自動車部」として旅順-大連間と旅順市内でのバス事業を開始した。翌1928年4月1日には大連市内でも営業を開始、郊外線を四方に開通させて関東州内のバス事業を一手に担うことになった。

### 大連都市交通へ
南満洲電気の業績は好調で、昭和に入ってから高配当を続けていた。しかし、1932年の満州事変によって満州国が成立すると、その影響が思わぬ形で及んだ。満州国側で国内の電力事業政策方針が定められ、満州国・関東州を束ねる大きな電気会社を合同で立てることになったのである。
これに従い、当時満州国の領内にも発電所などの設備を持っていた南満洲電気は他社と合同して新会社の設立に参画した。その結果、1933年11月に「満洲電業」の設立と同時に本業であった電力事業を全て譲渡した。また大連電気遊園地も、関東州に譲渡されることになる。
これにより当社は、2500万円だった資本金を5分の1の500万円に減資して会社の規模を小さくした上で、残された軌道事業・バス事業に専念することになり、社名も「大連都市交通」と改称した。
なおこの時期になると他の都市の軌道会社設立にも関わるようになり、1935年7月には新京市との共同出資で新京交通、1936年8月には復県交通、1937年には奉天交通を設立している。

### 終戦後
1945年8月9日、ソビエト連邦軍は日本に対して宣戦布告し、満州に侵攻した（ソ連対日参戦）。その後、同年8月15日に日本がポツダム宣言を受諾したことにより、当社が地盤としていた関東州そのものが事実上瓦解する。
それに伴いソビエト連邦軍は、親会社の南満州鉄道をはじめとする満州や関東州の日本系企業を接収し始めた。その中で、当社も1946年4月1日に接収された。これにより路線は大連市に引き渡され、大連市交通公司の管轄となった。
その後、当社は1947年3月10日に閉鎖機関令によって閉鎖機関に指定されたことにより、親会社ともども解散したものとして清算され、完全な終焉を迎えた。
残された軌道線・バス路線はその後も生き残り、特に軌道線は廃止やトロリーバスへの転換によって路線を大幅に縮小しながらも、大連市電として現役である。

### 年表
- 1907年（明治40年）4月 - 電力部門を担当する「南満州鉄道運輸部運輸課電気係」として発足。旅順海軍工作部より発電所を引き継ぐ。
- 1908年（明治41年）12月 - 「南満州鉄道電気作業所」として独立部署になる。本部・大連市長門町。
- 1909年（明治42年）9月25日 - 大連市内で軌道事業を開始。同時に大連電気遊園地開園。
- 1926年（大正15年）5月21日 - 「南満洲電気」として分社化・独立。同時に本社を西通に移転。
- 1926年（大正15年）9月 - 海城電気・営口水道電気を合併。
- 1927年（昭和2年）2月 - 南満州鉄道より瓦房店・大石橋・遼陽・鉄嶺・四平街・公主嶺・范家屯の各電気会社の株を譲受。
- 1927年（昭和2年）6月19日 - 旅大自動車を合併、旅順-大連間・旅順市内のバス事業を開始。
- 1927年（昭和2年）12月 - 開原満洲電気の筆頭株主となり営業権を掌握。
- 1928年（昭和3年）4月1日 - バス事業を大連市内および周辺に拡大。
- 1929年（昭和4年）9月 - 本社ビルの電鉄ビルディングが竣工。
- 1933年（昭和8年）11月 - 全満州の電力事業統制のため、新会社・満洲電業に電力事業を全て譲渡。大連電気遊園も関東州に譲渡し、同時に「大連都市交通」と改称して軌道・バス会社となる。
- 1945年（昭和20年）8月9日 - ソ連が日本に対し宣戦布告し満州に侵攻、ソ連対日参戦開始。
- 1946年（昭和21年）4月1日 - ソビエト連邦軍により接収。路線は大連市に引き渡され、大連市交通公司の管轄となる。
- 1947年（昭和22年）3月10日 - 閉鎖機関令により閉鎖機関に指定され、解散したものとして会社清算。

## 軌道事業（大連電気鉄道）

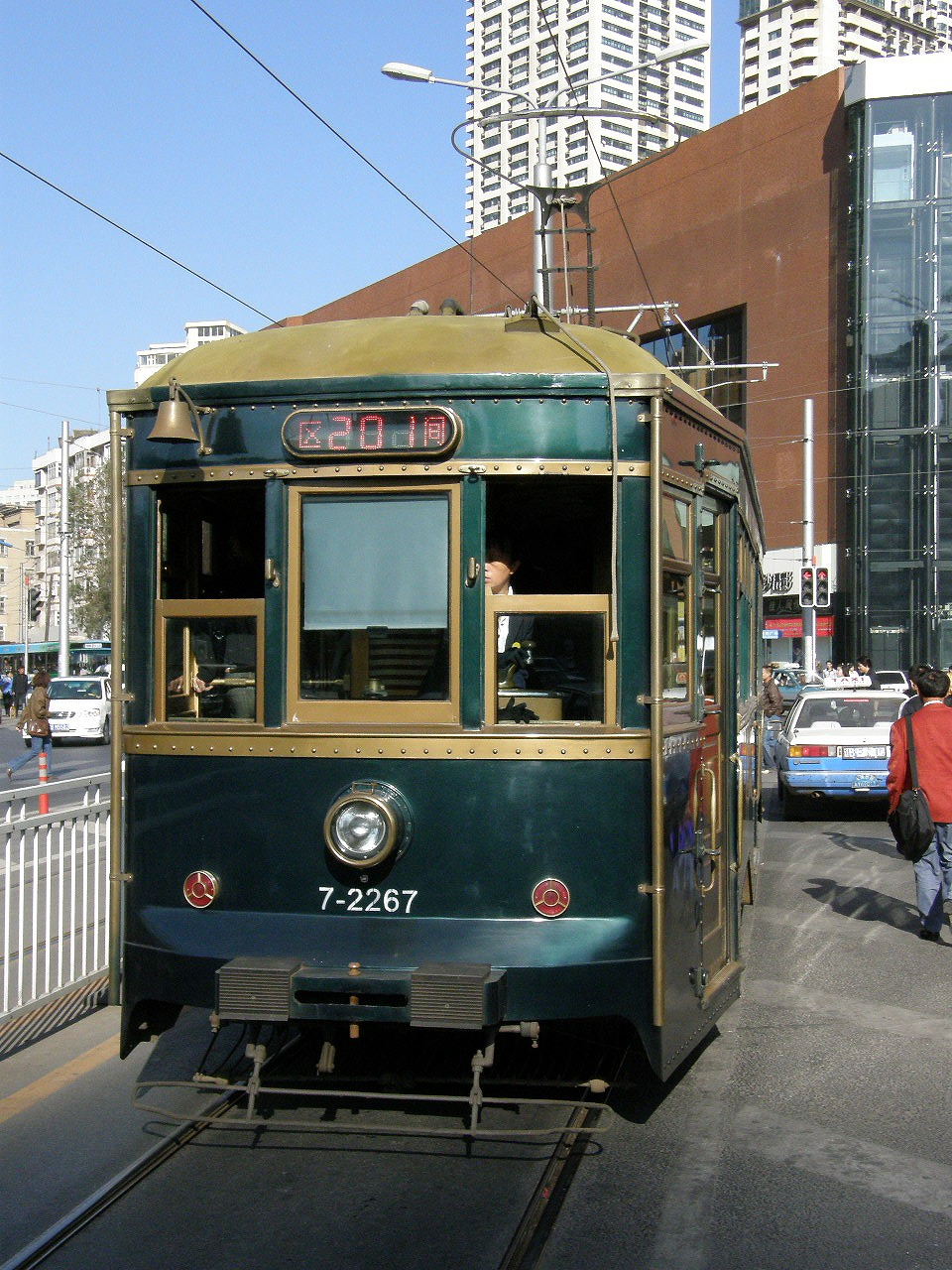
大連市電に承継された路面電車車両

当社が南満州鉄道電気作業所であった頃から副業とし、電力事業を手放してから本業となった事業であり、大連市中心部や郊外を走る路面電車を経営していた。会社が電力事業を行っていた時代には、郊外線で軌道敷設とともに家庭用の電線を架設して配電事業を開始した地域もあり、さまざまな形で大連市の発展に貢献した。
軌道線の路線群および軌道部門は、電気作業所時代から一貫して「大連電気鉄道」、もしくはそれを略して「大連電鉄」「連鉄」と呼ばれており、当社及び親会社の南満州鉄道の社史でも公式に用いられている。またごく稀であるが、南満洲電気時代に「大連満電電鉄」と通称されている例も見られる。
「大連電気鉄道」「大連電鉄」の名は、切符の券面や路線図などに正式社名の代わりに頻繁に使われるなど露出度が高かったことや、そもそもこの名称自体が軌道会社の社名に見えることから、後世の資料では「軌道線を運営していた会社の名前」として扱われることがあるが、これは完全な誤りである。

### 概要
大連市の中心部にある大広場（現在の大連中山広場）の東から出て、満鉄本社前・山県通・敷島広場・監部通・日本橋・信濃町・常盤橋（以上東側から反時計回り）と回り、大広場の西側に戻る路線を核とする（なお大広場は円形に線路が敷かれ、東西南北に電停が存在した）。
そこにある電停から、満鉄本社前-朝日広場-寺児溝、山県通-港橋-大連埠頭、日本橋-露西亜町波止場、常盤橋-西公園町-春日町-汐見橋、常盤橋-電気遊園前-西崗子-沙河口神社前-沙河口水源地-星ヶ浦-黒石礁と放射状に支線が伸びていた。
また港橋-朝日広場-播磨町-西公園町、大広場-監部通、大広場-幼稚園-播磨町、幼稚園-西公園町、電気遊園前-伏見台中央試験所-伏見町-聖徳街-沙河口水源地、沙河口神社前-沙河口工場前のように支線同士を結ぶ支線や支線の支線も存在し（ただし大広場-監部通・大広場-幼稚園-播磨町・幼稚園-西公園町は後に撤去）、網の目のような中心部と放射状の郊外路線という様相を呈していた。
ほか軌道線内で貨物営業を行っており、沿線の工場への引き込み線も多数存在した。輸送品目は大豆・豆粕・豆油・酒などの満州の特産品や砂利などであった。

### 路線データ
一番路線延長が大きくなった1927年のデータを示す。
- 営業区間：大広場-満鉄本社前-山県通-敷島広場-監部通-日本橋-信濃町-常盤橋-大広場・大広場-監部通・大広場-幼稚園-播磨町・幼稚園-西公園町・満鉄本社前-朝日広場-寺児溝・山県通-港橋-大連埠頭・港橋-朝日広場-播磨町-西公園町・日本橋-露西亜町波止場・常盤橋-西公園町-春日町-汐見橋・常盤橋-電気遊園前-西崗子-沙河口神社前-沙河口水源地-星ヶ浦-黒石礁・電気遊園前-伏見台中央試験所-伏見町-聖徳街-沙河口水源地・沙河口神社前-沙河口工場前
- 路線距離（営業キロ）：33.8km
- 路線距離（延長キロ）：67.0km
- 軌間：1435mm（標準軌）
- 複線区間：ほぼ全線
- 電化区間：全線（直流600V）

これらの路線のうち西崗子-沙河口神社前・沙河口神社前-沙河口工場前間は「沙河口線」、沙河口神社前-星ヶ浦-黒石礁間は「星ヶ浦線」、春日町-汐見橋間は「老虎灘線」、伏見台中央試験所-聖徳街-沙河口水源地間は「聖徳街線」、満鉄本社前-朝日広場-寺児溝間は「寺児溝線」、港橋-朝日広場-播磨町間は「柳町線」と呼ばれ、それ以外は第一次計画に基づいて整備されたことから「第一期線」と呼ばれた。
なお上述の通り、系統の整理の際に第一期線のうち大広場-監部通・大広場-幼稚園-播磨町・幼稚園-西公園町間は撤去された。
車庫は敷島広場車庫と天ノ川車庫の2ヶ所が存在した。前者は長門町の大連駅第二貨物ホーム前にあり、修理工場を併設。1917年当時の収容両数は屋内屋外合わせて約80両、のち100両に増加し、非常に大きな車庫であった。後者は1921年に新設されたもので、収容両数は当初20両、のち40両となり、敷島広場車庫の補助役を務めた。
また営業所に相当する派出所は沙河口水源地・敷島広場の2ヶ所に存在した。この他操車詰所が常盤橋・春日町・西崗子・大連埠頭にあった。
電気方式は当初直流550Vであったが、路線の延長・車両の増加と沙河口への変電所新設を機に、1924年に昇圧して直流600Vとなった。

### 歴史
大連は元々「ダーリニー」（ダルニー）の名でロシアが造った街であったが、日露戦争による日本側の占領によって多くのロシア人が街を放棄するとともに、ロシア軍が多くの建物や設備を破壊して撤退したため、都市開発が中途半端な上に街のあちこちが潰滅状態のままで日本に租借されていた。
このため租借直後から南満州鉄道などの手によって都市計画に基づく開発が行われることになり、電力部門では破壊を免れた発電所を拡張・移転することになった。それによって大量の電気が供給出来るようになることから、交通の便を確保するため約13マイル（約21km）の路面電車敷設計画が持ち上がったのが、軌道線敷設の発端である。
そこで電気作業所では営業担当部署として「大連電鉄営業所」を設置するとともに、1908年3月18日に関東都督府に特許出願を行い、同年12月21日に特許を取得した。これにより翌年より工事にかかり、1909年9月25日に大桟橋（のちの大連埠頭）-山県通-監部通-日本橋-常盤橋-電気遊園前間を開業させた。開業当時の車輛は30両、運転士や車掌は地元の中国人を雇っていた。この際の開通式典はコレラ流行のために1ヶ月遅れて10月15日に行われ、吾妻橋車庫で式典を行った後に花電車で招待客を電気遊園まで送り、大園遊会を開くとともに、夜は提灯行列が行われた。また翌日にも大連実業協会によって祝賀会が開かれており、当時の大連市民の熱狂ぶりがうかがえる。
その後も次々と敷設工事が竣工、4日後の9月29日には電気遊園前-西崗子-小崗子・日本橋-大連駅前・日本橋-露西亜町波止場間が開業。続いて11月2日に大広場-監部通・山県通-満鉄本社前-大広場-常盤橋が開業、11月18日には常盤橋-西公園町-逢阪町（のちの春日町）・大広場-幼稚園-西公園町・播磨町-西公園町間が開業した。翌1910年8月31日には電気遊園前-伏見台中央試験所間が開業し、矢継ぎ早に市街地中心部の路線網が形成された。これらの区間が第一期線で、ほとんどが複線で建設されたが、常盤橋-西崗子-小崗子・日本橋-大連駅前・日本橋-露西亜町波止場・幼稚園-西公園町・播磨町-西公園町間は単線であった。
ここまでで中心部の路線はほぼ開業したため、建設の主軸は郊外線に移る。1910年9月23日には、南満州鉄道沙河口工場の設置により需要増加を見込んで、沙河口線・小崗子-沙河口神社前-沙河口工場前間を単線で全通させた。翌1911年1月17日には、南満洲鉄道がリゾート地として開発しつつあった星ヶ浦一帯への観光路線として、星ヶ浦線・沙河口神社前-星ヶ浦間が単線で開業。同年8月16日には海浜公園や郊外住宅開発の予定があった市内南部方面への交通手段として、老虎灘線・逢阪町-老虎灘（のちの汐見橋）間が単線で開業した。またこの年、小崗子油房への引込線を新設して大連埠頭との間で豆粕の輸送を開始したほか、引き込み線を多数敷設し、貨物営業を行うようになった。
1912年からは急速に輸送人員が増加し、輸送力増強のために複線化や新車投入が行われるようになった。特に1917年以降は第一次世界大戦による好景気によって人口が急増したことや、市街地拡張が進んだことによってその傾向が強くなる。これに伴い、1918年には星ヶ浦線・星ヶ浦西門-星ヶ浦間を複線化、続いて1920年には沙河口線・星ヶ浦線が全線複線化された。
1921年12月30日には、伏見台の西が開発され、新興住宅地の聖徳街が出来たのに合わせて、聖徳街線・伏見台中央試験所-聖徳街間が単線で開業。1922年2月16日には聖徳街線を沙河口水源地まで延伸するとともに、電気遊園前-伏見台中央試験所間を複線化した。同年8月27日には寺児溝線・満鉄本社前-朝日広場-寺児溝間が単線で全通。1923年には聖徳街線全線・寺児溝線全線と老虎灘線・逢阪町-平和台間が複線化された。これにより、軌道線はほぼ全線が複線となった。
1924年には星ヶ浦線を黒石礁まで延伸するとともに、港橋-大連埠頭間を複線化。1925年には大連病院の建築資材運搬線を転用して、柳町線・朝日広場-播磨町間が全通し、全盛を迎えた。なおこの年は大連で勧業博覧会が行われたため、大幅に乗客が増加している。
1926年に分社化を受け南満洲電気となると、運行担当部署は「満電電鉄課」に改組された。その後、1927年には老虎灘線が全線複線化を完了。1928年には柳町線・港橋-朝日広場間が開通した一方、前年から始めたバス事業との兼ね合いから、営業成績の悪い大広場-監部通・大広場-幼稚園-播磨町・幼稚園-西公園町間が系統廃止と一緒に撤去された。これは、線路のつけ替えを除くと戦前で唯一の廃止区間である。
その後、1937年に大連駅が移転するなどの変化があったが、軌道線の路線自体は大きな変遷はなく終戦を迎えた。
終戦後、1946年4月1日に接収を受けて以降は大連市の経営となり、大幅に路線を縮小されながらも、現在も大連有軌電車として営業している。

### 車両

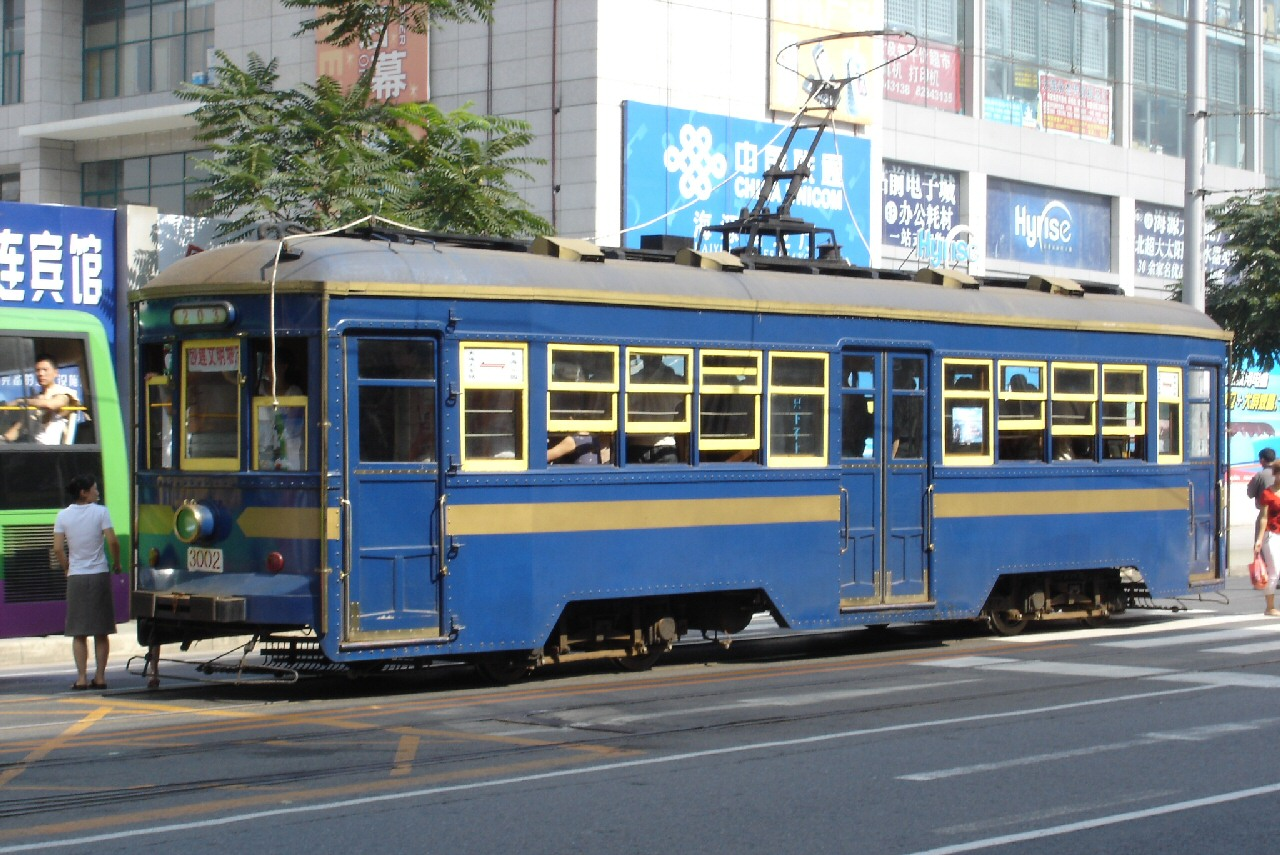
大連市電3000形（旧501形）

全体の両数は開業当初が30両、1917年には50両、1927年には105両、1937年には132両であった。
当線の車両で特徴的なのは、当初特等と並等の2等制を取っていたのに合わせ、車両が特等室と並等室に分かれていた点である。特等はクロスシート、並等はロングシートであった。しかし1923年の等級制廃止によりこの区別はなくなり、座席も全てロングシートとなった。
また最初からボギー車で開業し、その後単車が投入されるという珍しい経緯をたどっており、単車が投入された後もボギー車の方が圧倒的に数が多かった。この他、集電装置がトロリーポールではなくビューゲルであったのも大きな特徴である。
1形
1909年の開業時に投入された車両。ただし、走り始めた時期は後述の11形よりも遅い。日本車輌製造製のボギー車で、前後に扉のあるダブルルーフ車。開業時に7両、翌1910年に3両が投入され10両となった。うち2両は1911年に貨車へ改造されたが、1920年に復旧している。
11形
1909年の開業時に投入された車両。形式番号は後であるが、走り始めたのは1形よりも先であった。イギリスのプレストン製のボギー車で、中央と両端に扉のあるダブルルーフ車。当初はオープンデッキであった。30両が一気に投入された。1910年から1911年にかけて8両が貨車に改造されたが、1919年と1920年に復旧している。
41形
1921年に投入された車両。南満州鉄道沙河口工場製のボギー車で、両端に扉のあるシングルルーフ車。在籍は5両のみで、軌道線の旅客用車両の中で最も数が少なかった。
101形
1911年と1913年に投入された車両。南満州鉄道沙河口工場製の単車で、両端に扉のあるダブルルーフ車。1911年に17両、1913年に3両が投入されて20両となったが、1926年に5両を奉天大倉組に譲渡し15両となった。
201形
1922年から1924年にかけて投入された車両。初期車はアメリカ製、後期車は南満州鉄道沙河口工場製で、「セーフティカー」と呼ばれる種類の単車で、両端に扉のあるシングルルーフ車。初期車は「バーニー車」というワンマンカーで、両側面に点対称となるように扉が1つずつしかなかったが、ツーマン運転を行っていた当線にとっては使いづらかったため改造、後期車は最初から2扉で落成した。屋根上にやぐらを組み、その上にビューゲルを乗せてあった。初期車10両・後期車10両の計20両が在籍。
301形
1925年から1927年にかけて投入された車両。南満州鉄道沙河口工場・当社吾妻橋工場製のボギー車で、両端に扉のあるシングルルーフ車。これまで車体や電装品がすべて外国製であった中で、初めて全て国産で製造された車両である。またドアエンジンを備えていた。20両が在籍。
501形
1937年に投入された車両。日本車輌製造製のボギー車で、中央に両開きの扉を備えた3扉車。戦後大連市電に引き継がれて3000形となったのち、2007年に一部がレトロ電車風の改造を受けながら現役を続けている。
この他にも、昭和に入ってから京都市交通局より広軌1形、京王電気軌道（現在の京王電鉄）より23形の譲渡を受けている。
また貨車が5両、散水車が2両（うち1両貨車改造）が在籍していた。

### 旅客・運賃制度
当線の旅客・運賃制度は、開業以来二転三転しており、初期と末期ではまるきり違ったものになってしまっている。以下、少ない資料を元にしながら時系列順に追う。

#### 最初期
1917年の記録によると、当線はかなり長い間、独特の旅客・運賃制度を取っていたことが分かる。まず等級制が存在し、特等と並等の2等制となっていた。これは下級労働者など貧困層の人々と混乗するのを不快に思う乗客がいることを想定し、そういった人々を避けて乗ることが出来るように作った制度であった。
最初期はまだ市内中心部にしか路線がなかったため、運賃は全線均一料金制であった。乗車券は1回乗り切りの普通乗車券の他、特定の時間内なら何度でも自由に乗降・乗換が出来る時間制乗車券が発売されていた。この時間制乗車券は乗務員が不慣れであることをかんがみ、複雑な乗換などの処理を避けるために導入されたもので、他に例がなかった。運賃は普通乗車券は特等6銭・並等4銭、時間制乗車券は1時間有効の「一時間自由乗車券」のみで、特等8銭・並等5銭であった。
回数券は1枚のカード式の券の上下端を枠で区切って回数を記しておき、そこを使用ごとに1つずつ番号順に鋏で切って行って、全ての枠を切り終わると使用終了となる形式で、30回券で特等1円50銭・並等1円であった。また小学校までの学童向けに「児童通学券」と呼ばれる回数券もあり、これは並等のみで30回券が30銭、60回券が50銭であった。
しかし普通乗車券の場合、乗換券を発行しなかったため乗換が不便であり、必要もないのに高い一時間乗車券を買わざるを得なくなるという問題が生じた。また特等と並等の値段幅の大きさのため、会社の意図に反して特等に人が乗らずに並等に人が殺到、輸送に支障を来たすようになってしまった。また人力車よりも運賃が高く、そちらに乗客を取られるおそれがあった。

#### 1910年の改正
これを改善すべく、会社では1910年7月から9月にかけて運賃制度を改正し、同時に当時開通した郊外路線に対応するため、路線のうち市内中心部を「市内線」、郊外を「市外線」に分けて運賃体系を構築し直した。
従来の市内線では、均一料金制は変えないままに普通乗車券を廃止して時間制乗車券に一本化、種類も30分間有効の「半時間乗車券」、1時間有効の「一時間乗車券」に増やした。この時の運賃は半時間乗車券が特等5銭・並等4銭、一時間乗車券が特等6銭・並等5銭で、運賃を全体的に下げるとともに、特等と並等の幅を小さくした。
新設の市外線は、区間制で1区進むごとに一定の運賃が加算されて行く方式を採ることになり、1区あたり特等5銭・並等4銭とされた。こちらは普通乗車券のみである。ただし市外線の乗車券では市内線での乗換が出来ないこともあり、市外線から市内線への直通電車に乗車して市内線に入る場合は、境界電停までの普通乗車券と市内線の時間制乗車券の2枚を買う必要があった。
回数券も発売額を改め、30回券が特等1円20銭・並等1円として発売された。児童通学券は60回券を廃止して30回券に一本化されたが、市内に中学校や専門学校が新設されて小学生以上の学生が増えたため、翌1911年2月に小学生以外でも学生なら使用出来る「学生回数券」に改め、30回券並等のみを30銭で発売した。なお、これらの回数券は扱いが特殊で、市内線では1回乗車ごとに、市外線では1区ごとに1回分の使用となり、時間制乗車券への引換などは出来なかった。
また定期券は1911年2月に学生向けの1ヶ月定期である「学生一箇月券」を45銭で発売し、1912年5月からは南満州鉄道沙河口工場通勤者向けの1ヶ月定期である「工場通勤券」を特等2円40銭・並等2円で発売した。この他、特殊な定期券として1911年7月からは夏向けの観光定期券として「夏期期間券」を3ヶ月定期と4ヶ月定期の2種類発売、前者が特等9円・並等8円、後者が特等11円・並等10円であった。また同年から断続的に、水泳場へ通う青少年向けに「水泳券」と称する1ヶ月定期を45銭で発売していた。
この頃から貸切運賃も設定され、区間極と時間極の2種類が設定された。前者は1回貸切の場合で、市内線のみ・市外線のみ・市内市外直通の別があり、後者は半日貸切・1日貸切の別があった。特徴的なのは電車だけでなく貨車も貸し切ることが出来たことで、市内線では石材を運ぶ時のみ割増であった。

#### 1919年の改正
このように時間制という特殊な制度や、さまざまな種類の回数券や定期券をもって営業を行っていた軌道線だが、乗客が年々増加するにつれて問題が発生して来た。
時間制は乗換券がいらないという長所があったものの、時間内ならば自由に乗車が出来るという性質のために人から人へと何人もの間で転用されるという不正の温床となってしまった。市外線の乗車券も市内線・市外線、特等・並等の乗車券をまとめて1枚に押し込んであったため、整理上煩雑なものであった。
また回数券は時間制が利用出来ず乗換も出来ないため、せっかく割引がされていても不利益になるといううらみがあった。さらに定期券も学生一箇月券を学生が通学目的以外に濫用したため、会社としても取扱に困るようになった。
このため1919年1月に改正が行われ、市内線では自由時間の長い一時間乗車券を廃止して半時間乗車券に一本化した。市外線では市内線の乗車券を同時に扱うのをやめるとともに、特等・並等を一緒に併記せずに分離、市外線のみの乗車券を等級別に発売することにした。
回数券は従来のカード型の30回券を廃止、代わりに綴り式の回数券を発行することとし、市内線では1枚で半時間乗車券1枚と引換、市外線では1枚あたり1区乗車出来るようにした。料金は特等が22枚綴りのみで1円、並等が27枚綴りが1円、13枚綴りが50銭であった。なお回数券と引き替える半時間乗車券は「引換券」と呼ばれ、券面に「引換券」「引換」の文字が入っていた。
また定期券では1月に工場通勤券、2月に学生一箇月券を廃止。前者の代替として割引回数券30枚綴りを特等60銭・並等50銭で発売、後者の代替として学生回数券30回分を並等のみ50銭、さらに小学生向け1ヶ月定期を復活させた児童通学券を並等のみ45銭で発売した。この他の特殊な夏期期間券・水泳券は9月をもって廃止された。
しかし、市内線における時間制乗車券の不正利用はなくならず、さらに乗客増加の折、何度も検札をしなければならないこの乗車券は乗務員にも乗客にも煩雑なものとなって行った。
そこで会社は再び10月に改正を実施。時間制を廃止し、普通乗車券を復活させて乗換券制度を導入、往復券も発売した。運賃は片道が特等6銭・並等5銭、往復が特等10銭・並等8銭であった。また、これと同時に工場通勤者向けの割引回数券も廃止となった。

#### 等級制廃止と均一運賃化
このようにして肉をそぎ落として来た当線の旅客・運賃制度であるが、大正末期になると増え続ける乗客のために今度は等級制が邪魔になって来た。大量の乗客が乗る中で特等と並等を区別するのが煩雑なだけでなく、混乗を避けるという目的も果たされなくなりつつあったのである。そこで1923年には等級制も廃止。これにより市内線は普通乗車券が片道5銭・往復10銭、回数券22枚綴りが1円となった。
また1924年には、市外線の区域が大連の市街地に編入されたことから、市内線と市外線の区別を廃止、市内から市外へ直通する際の区数が減った。ただし老虎灘線は1区となったものの、星ヶ浦線は2区のまま残された。
しかしこれも1928年には星ヶ浦線を1区にすることで改正、片道5銭・往復10銭・回数券22枚綴りが1円の全線均一制となり、終戦に至ることになった。

### その他
- 軌道線は内地と異なり、当初は右側通行であった。これは地元民と事故を起こすのを避けるため、彼らが左側通行であったのを利用し、あえて電車と対向させることで事故を抑止しようとしたための処置であった。しかし1920年頃から関東庁によって行われた交通安全運動で左側通行が呼びかけられると、次第に「電車だけが右側通行はおかしい」との意見が上がるようになった。これに対し、会社はアジア各地の都市について調査するなどの検討を重ね、1924年10月1日より左側通行に改めた。実施後4日間は事故が起こらないように、会社社員や警察官はおろか非番の消防隊員まで動員して警戒を行ったという。
- 一部の架線柱はセンターポール方式で、複線の線路の間に丸い柱を立て、両側に上向きに弓なりになった支持棒を出して架線を吊っており、当時としては珍しいものであった。しかし道路交通の増加によりかえって邪魔者と見なされ、1927年から撤去して通常の架線柱に変えてしまった。
- 分岐点での転轍は長いこと転轍手を配置して行っていたが、1924年4月からは常盤橋電停の安全地帯、1929年1月からは山県通電停の街路樹内に信号塔を設置して掛員が遠隔操作するようにした。また満鉄本社前電停・電気遊園前電停の分岐点については、電車の動きによって進行方向を感知する自動転轍機を導入していた。
- 車両は車庫では常に外に出ており、雨ざらしの状態であった。これは大連が雨の少ない土地で、外に出しておいても車両が傷む心配がなかったためである。このため乗務員や車庫の掛員は、冬に点検などの時寒気にさらされることになったが、みんな我慢することに慣れており平気であった。

## バス事業
当社の南満洲電気時代からの副業である。立場上は軌道事業と兼業の扱いであり、組織上も単独部署ではなく軌道部門の下にあった。本社のある大連市中心部において電車とともに市内交通機関として大きな役割を果たし、ほか旅順市内や周辺都市を結ぶ路線も営業していた。南満洲電気時代は当社の略称である「満電」を用い、「満電バス」と通称されていたことがある。
当社のバス事業は、元々南満洲電気となった直後の1926年7月、軌道部門の不採算路線の代替や新規路線開拓のために大連市内の路線を計画したのが始まりである。この計画は翌1927年3月に関東庁に軌道との兼営扱いで出願されることになるが、すぐには実現しなかった。同年5月25日に関東庁から「旅大自動車」との合併話を持ちかけられたためである。
旅大自動車は1924年10月19日に旅順と大連を結ぶ「旅大道路」が開通した際、大連-旅順間で営業を開始したバス会社で、1925年4月からは旅順市内の路線も運営するようになっていた。しかし経営不振となり、関東庁が直営化も辞さないところまで追いつめられていたところに、南満洲電気からの兼営出願があったため、渡りに船とばかりに会社合併・事業引継を要請したのであった。
南満洲電気としては虚を衝かれた形になったが、官庁の要請を無下に蹴るわけにも行かず、旅大自動車と折衝を開始。難航の末に合併・事業継承で話がまとまり、それを受けて1927年6月17日に合併・引継許可が下りた。このようななりゆきのため先に旧旅大自動車の路線継承を行う必要が出来てしまい、同年6月19日に旅大自動車を合併、大連-旅順間と旅順市内での営業を開始した。
この旅大自動車の合併・引継許可と一緒に大連市内路線の営業許可も下りていたため、当社は準備を進めて翌1928年4月1日にようやく大連市内でも営業を開始した。
大連では市内線の他に小平島・甘井子など近郊を結ぶ路線が多数設定された。さらには道路工事の進展により、大連-金州間、金州-普蘭店間など関東州の都市を結ぶ長距離路線も設定され、実質的に関東州のバス事業を独占していた。営業距離は1937年の時点で市内線が93.7km、郊外線が429.7kmに達し、車両数も172台と大事業になっていた。
運行本数は長距離路線は1日数往復であったが、大連など大都市の市内線や近郊線は非常に本数が多く、大連-旅順間は30分に1本、大連-甘井子間に至っては10分に1本という本数の多さであった。また大連市内では通勤・通学用に社宅を結ぶバスなども設定され、軌道線と並び大連市の交通の根幹を担った。

## 参考資料
- 南満洲電気編『南満洲電気株式会社沿革史』（南満洲電気刊、1930年）
- 南満洲鉄道編『南満洲鉄道株式会社十年史』（明治百年叢書・原書房刊、1974年）
- 南満洲鉄道編『南満洲鉄道株式会社第二次十年史』下巻（明治百年叢書・原書房刊、1974年）
- 南満洲鉄道編『南満洲鉄道株式会社第三次十年史』下巻（竜渓書舎刊、1976年）
- 西沢泰彦『図説大連都市物語』（ふくろうの本・河出書房新社、1999年）